# گرداننده فوقانی

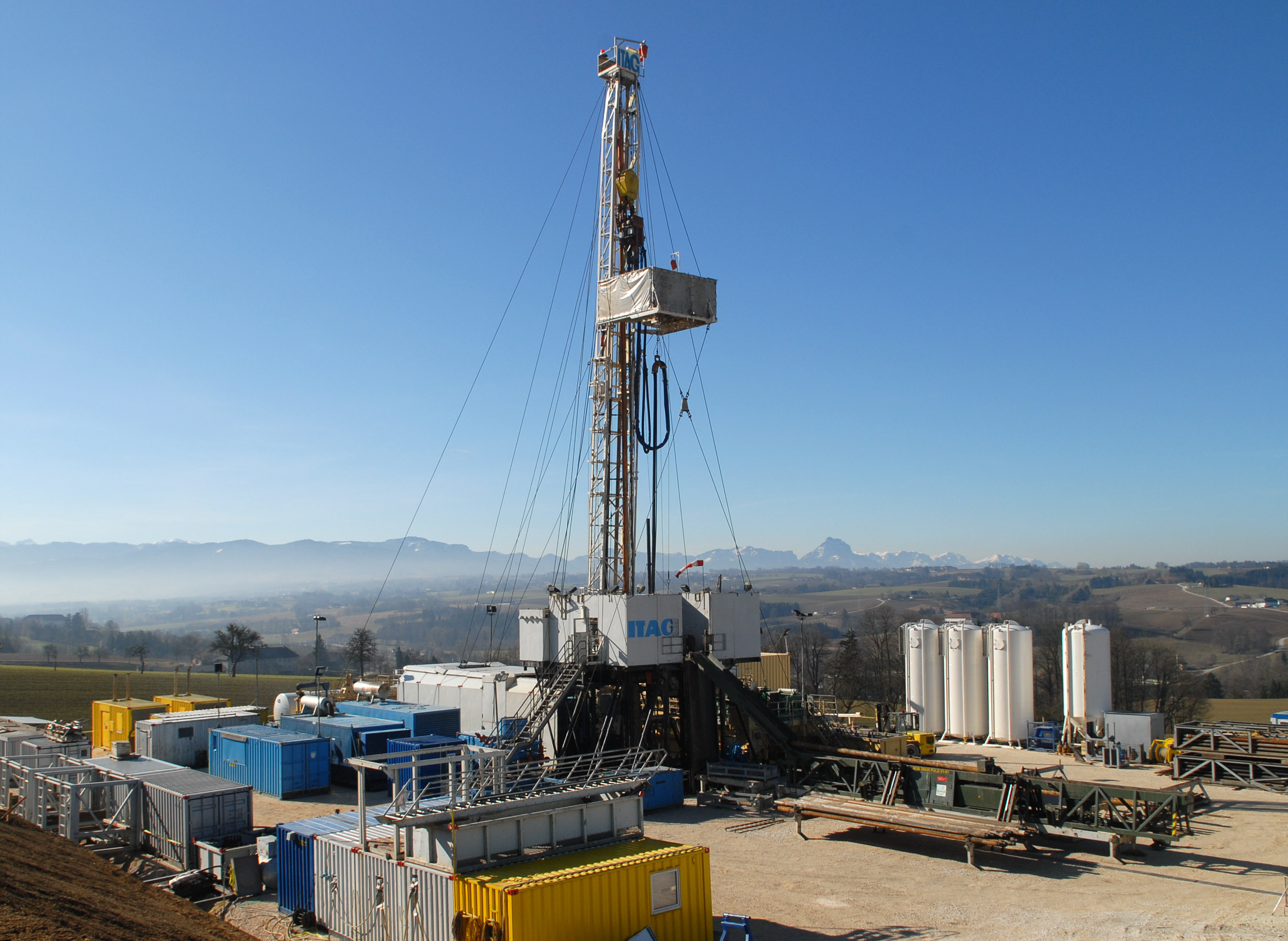
گرداننده فوقانی

گرداننده فوقانی (انگلیسی: Top drive) یا تاپ درایو، یک موتور هیدرولیکی یا الکتریکی می‌باشد، که به صورت دستگاهی مجزا در دکل حفاری نصب می‌گردد و رشته حفاری و در نتیجه مته را به حرکت در می‌آورد. سیستم‌های گرداننده فوقانی از سال ۱۹۸۲ به صنعت حفاری وارد گردید و جایگزین لوله چند وجهی (کیلی) شد. سیستم‌های حفاری مجهز به گرداننده فوقانی، انجام عملیات حفاری را از طریق تسریع فرایند بالا کشیدن تجهیزات از درون چاه و انتقال آنها به سطح دکل، بسیار سریع‌تر نموده‌اند. از مزیت‌های مختلف گرداننده‌های فوقانی (تاپ درایوها) در عملیات حفاری، می‌توان به: افزایش قدرت کنترل چاه‌های نفت و گاز، جلوگیری از گیر کردن لوله‌های حفاری، کاهش زمان باز و بسته کردن لوله، قابلیت چرخش کامل در لوله‌های فوقانی، شتاب بخشیدن به عملیات حفاری و در نهایت افزایش راندمان حفاری، اشاره کرد.